# Janina Wengris
Janina Wengris (ur. 5 sierpnia 1907 w Omsku, zm. 13 listopada 1978 w Katowicach) – nauczyciel akademicki profesor doktor habilitowany nauk biologicznych, zoolog, entomolog. 

## Życiorys
Pracę magisterską obroniła w 1933 na Uniwersytecie im. Stefana Batorego w Wilnie, doktorat w 1946 na Uniwersytecie Mikołaja Kopernika w Toruniu, w roku 1950 zatrudniona na stanowisku docenta, a w 1964 na stanowisku profesora nadzwyczajnego Wyższej Szkoły Rolniczej w Olsztynie. Prodziekan Wydziału Zootechnicznego (1955–1956, prorektor ds. nauki (1956–59), redaktor Zeszytów Naukowych ART w Olsztynie (1956–1977), wicedyrektor ds. naukowych w Instytucie Hydrobiologii i Ochrony Wód (1970-1977), członek Komitetu Ochrony Przyrody i Komitetu Zoologicznego Polskiej Akademii Nauk.
Badania: badania faunistyczno-ekologiczne (rośliniarki, Formicidae), myrmekofauna torfowisk przejściowych, entomologia stosowana: występowanie szkodników roślin uprawnych (w szczególności mszyc Aphidae) i magazynów, entomofauna zadrzewień śródpolnych i jej wpływ na uprawy rolne, błonkoskrzydłe (Hymenoptera), ze szczególnym uwzględnieniem mrówek (Formicidae) Wileńszczyzny, Śląska, Warmii i Mazur. Opublikowała 18 rozpraw naukowych, wiele artykułów popularnonaukowych, opracowała dwa filmy. Jej imieniem nazwano Muzeum Zoologiczne w Uniwersytecie Warmińsko-Mazurskim w Olsztynie, ulicę w Olsztynie, jest przyznawana nagroda jej imienia.

## Dorobek naukowy
- wykazanie zależności występowania gniazd mrówek od warunków środowiska w dolinie rzeki Wilii oraz Puszczy Rudnickiej,
- wykazanie zależności rozmieszczenia mrowisk od rodzaju gleby i szaty roślinnej (w tym wilgotności i zacienienia) oraz obecności innych zwierząt,
- wyróżnienie czterech biotopów ważnych dla myrmekofauny w urbicenozach: budynki mieszkalne, gruzowiska powojenne, chodniki i bruki, zieleńce i opisanie charakterystycznych dla nich zespołów mrówek.

## Odznaczenia
- Złoty Krzyż Zasługi (1952),
- Medal 10-lecia Polski Ludowej (1955),
- Krzyż Kawalerski Orderu Odrodzenia Polski (1960),
- Srebrna Odznaka Zasłużony dla Warmii i Mazur (1960),
- Złota Odznaka Ligi Ochrony Przyrody (1963),
- Złota Odznaka ZNP (1965),
- Odznaka Honorowa WSR (1965),
- Złota Odznaka Zasłużony dla Warmii i Mazur (1969),
- Odznaka Zasłużony Nauczyciel PRL (1962),
- Medal Komisji Edukacji Narodowej (1978),